# Années 750 av. J.-C.
Les années 750 av. J.-C. couvrent les années de 759 av. J.-C. à 750 av. J.-C.

## Événements

Carte de Rome pendant les premières années du règne de Romulus.

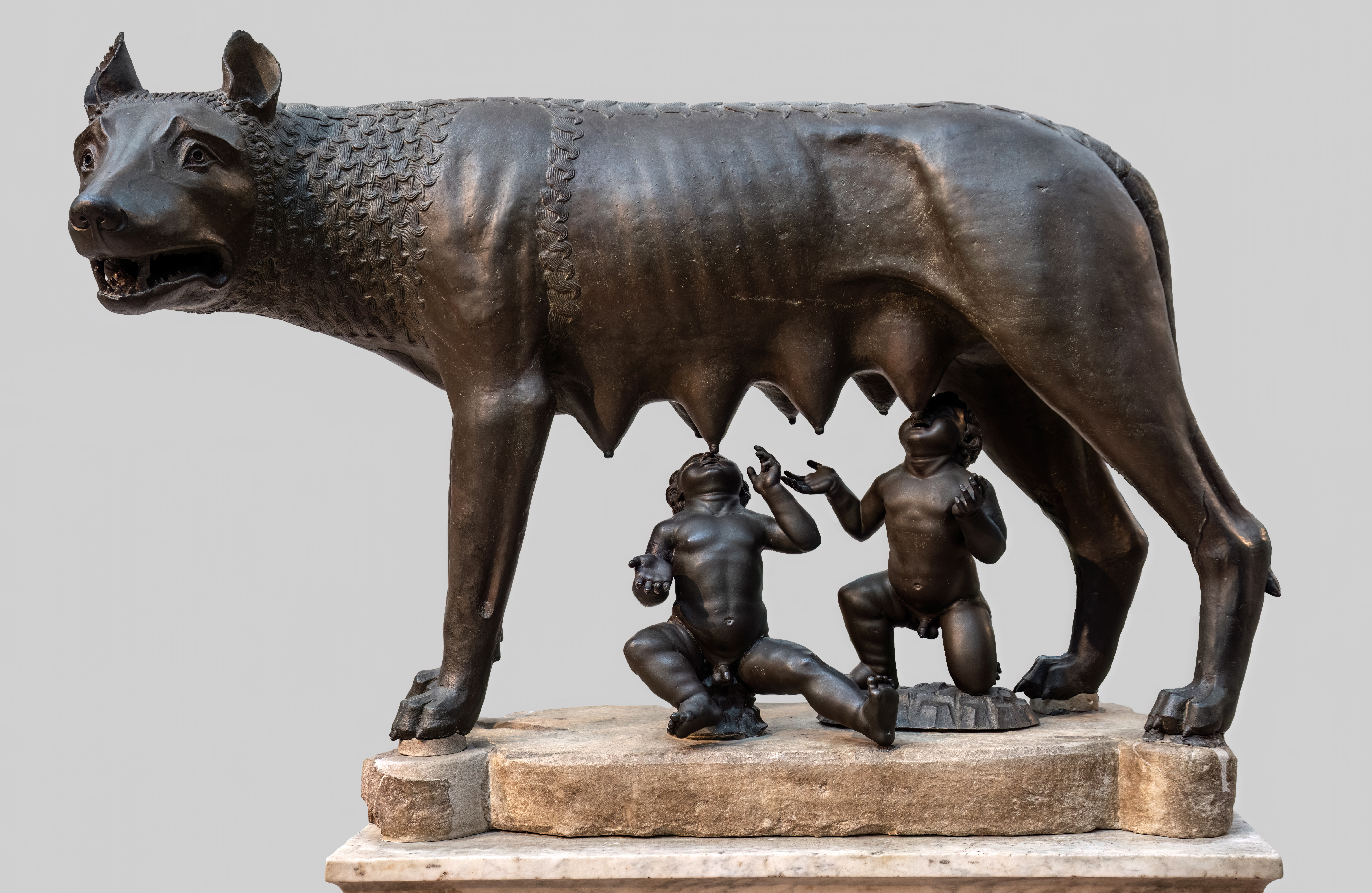
Selon la légende, Rome est fondée par Romulus et Rémus, qui, dans leur enfance, auraient été nourris par une louve.

- 760 av. J.-C. : mort du roi de Koush, Alara, qui avait conquis la Basse-Nubie. Son frère Kachta lui succède jusqu’en 751[1], s’assure la soumission d’Éléphantine et se fait déclarer roi d’Égypte par le clergé de Thèbes à Napata). Il oblige la divine adoratrice d'Amon, fille d’Osorkon III, à adopter sa fille Amenardis.
- Vers 760-742 av. J.-C. : règne de Humbash-tahrah, roi d’Élam[1].
- 760-748 av. J.-C. : règne de Nabû-shuma-ishkun, roi de Babylone[1]. Émeutes sanglantes à Babylone et Borsippa.
- 757 av. J.-C. :
  - probable fondation de Naxos, au nord de l’Etna au cap Schiso, par des Grecs venus de Chalcis, à proximité de la future Tauroménion[2]. Thucydide donne 734[3] comme date de fondation mais les recherches archéologiques plus récentes concluent à une date antérieure d'une vingtaine d'années.
  - fondation de Cumes (Kymé) par les Chalcidiens[4]. Parmi les colons de Cumes se trouve la tribu des Graii, que les Romains appelleront Graeci (peut-être à l'origine du mot Grec)[5].

- 5 juillet 754 av. J.-C. : éclipse solaire[6],[7].
- 756 av. J.-C. : fondation de Cyzique, sur la Propontide (mer de Marmara) par des colons de Milet (date contestée)[8].
- 754 av. J.-C. : début de la liste des éphores à Sparte[9].
- 754-745 av. J.-C. : règne de Ashur-nirâri V, roi d’Assyrie. Il mène une campagne contre Arpad en Syrie qui aboutit à un traité d’alliance[1].

- 21 avril 753 av. J.-C. : fondation de Rome par les deux frères Rémus et Romulus selon la tradition. Cet événement constitue l'année I du calendrier romain : ab Urbe condita[11].
- 752 av. J.-C., Jeux olympiques antiques : à partir de la septième olympiade, le champion olympique reçoit une couronne d’olivier sauvage, un ruban de laine rouge, la tænia, et une branche de palmier. Le Messénien Daikles est le premier champion olympique honoré ainsi[12]. Les Messéniens monopolisent les victoires aux Jeux olympiques de 752 à 736 av. J.-C. Abolition de la monarchie à Athènes. La royauté est remplacée par un gouvernement oligarchique.
- 751-716 av. J.-C. : règne de Piânkhy, roi de Koush[1]. Piânkhy, fils de Kachta conquiert une grande partie de l'Égypte puis s’en désintéresse durant vingt ans.
- Vers 750 av. J.-C. : 
  - première trace archéologique d'un établissement phénicien sur le site de Carthage[13].
  - la domination des Aryens est attestée sur la vallée du Gange en Inde[14].
  - construction du premier barrage de Marib au Yémen par les Sabéens, une digue de terre de 4 m de hauteur et de 600 m de long[15].